# 烟大古堆遗址
烟大古堆遗址，位于安徽省合肥市庐阳区大杨镇。1985年公布为合肥市文物保护单位。2003年为建设大房郢水库，对遗址进行大规模抢救性发掘，出土器物300多件，其中被烧过的龟甲系首次在合肥被发现。